# Hahnkampl
Le Hahnkampl est une montagne culminant à 2 080 m d'altitude dans le massif des Karwendel.

## Géographie
Le Hahnkampl se situe dans le chaînon du Sonnjoch.

## Ascension
Le sommet peut être atteint après une randonnée de montagne facile d'Eng par le Binsalm et le Binssattel ou par la Falzthurntal par le Gramaialm-Hochleger.